# Paul McCarthy
Paul McCarthy (Salt Lake City, 4 augustus 1945) is een Amerikaanse beeldhouwer, installatie- en performancekunstenaar.

## Leven en werk
McCarthy bezocht in 1969 de University of Utah. Aansluitend studeerde hij schilderkunst aan het San Francisco Art Institute (BFA). In 1972 studeerde hij film- en videokunst aan de University of Southern California (MFA).
Van 1982 tot 2002 doceerde hij aan de Universiteit van Californië - Los Angeles. McCarthy is werkzaam als beeldhouwer, installatie- en videokunstenaar. Veel van zijn sculpturen zijn opblaasbaar en worden kortdurend geëxposeerd in de Verenigde Staten en Europa. Hij nam deel aan de Whitney Biennial van 2004 in New York en stelde zijn werk onder andere tentoon in het Guggenheim Museum (Bilbao), Tate Modern in Londen en het Openluchtmuseum voor beeldhouwkunst Middelheim in Antwerpen.
De kunstenaar woont en werkt in Los Angeles.

## Santa Claus
Bekend is McCarthy om zijn sculptuur "Santa Claus". De stad Rotterdam kocht het beeld in 2001 aan voor de Internationale Beelden Collectie. In 2008 is voor het beeld een passende plaats gevonden aan de Westersingel. Veel bewoners vinden het beeld lijken op een kabouter met een buttplug, anderen zien er liever een kerstboom of zelfs een raketijsje in.

## Werken (selectie)
- Tomato Head (1994)
- Chocolate Silicon Blockhead (1999/2000), collectie Saatchi Gallery in Londen
- Santa Claus (2001), Beeldenroute Westersingel in Rotterdam
- Boxerhead (2001), Beeldenpark van het Centro de Arte Contemporânea Inhotim in Brumadinho
- MJBH (Michael Jackson's Big Head) (2002)
- Henry Moore Bound to Fail (2003/04), onder andere geëxposeerd in Londen (2009) en Wenen (2011
- Sweet Brown Snail (2003/07), Bavariapark in München - in samenwerking met Jason Rhoades
- Bronze Blockhead, onder andere geëxposeerd in Amsterdam (2009)
- Train, Mechanical (2003/10)
- Apple Tree Boy Apple Tree Girl (2010)
- Ship of Fools (2010)
- Ship Adrift (2010)

## Fotogalerij

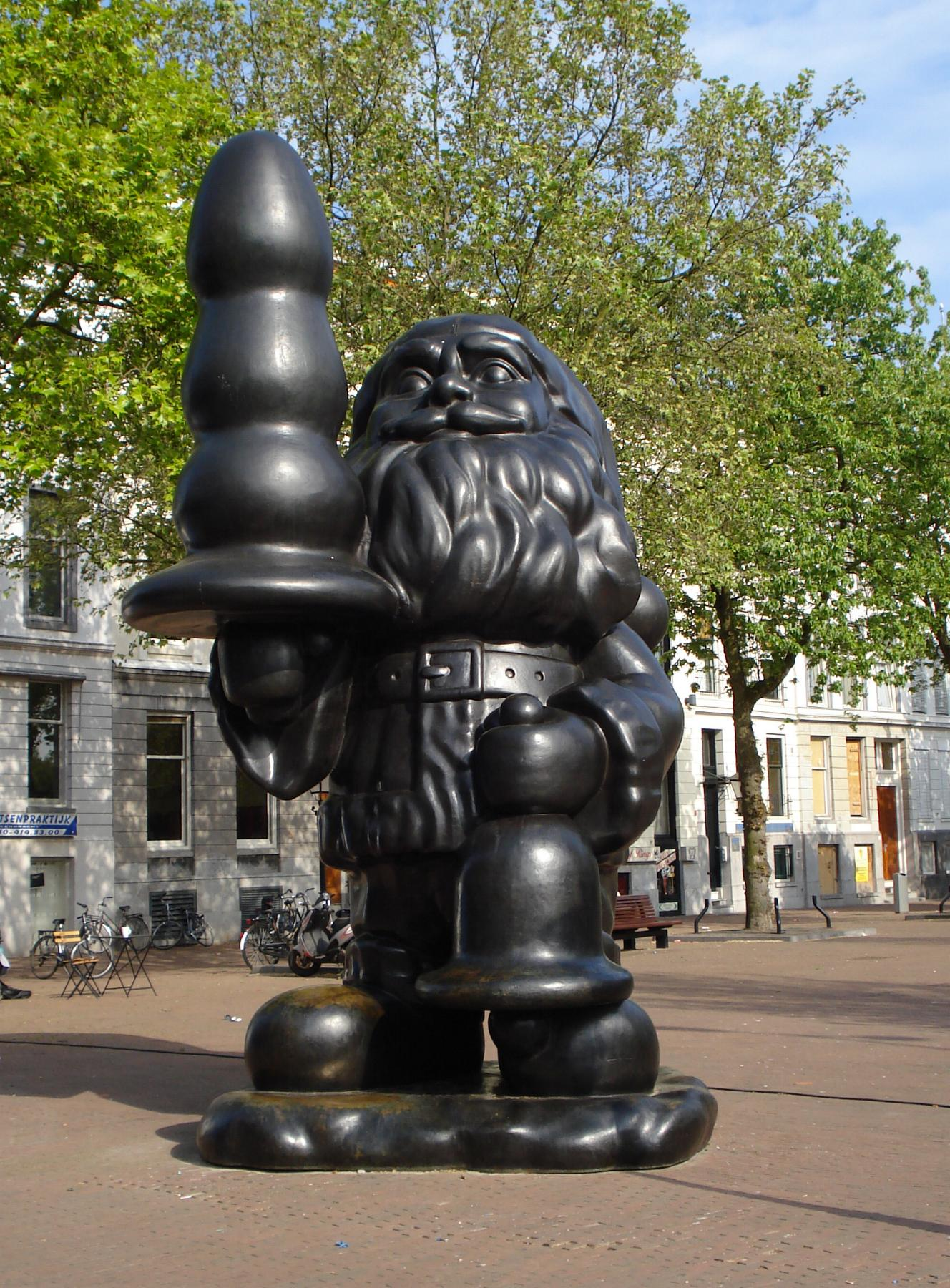
Santa Claus (2001), Rotterdam
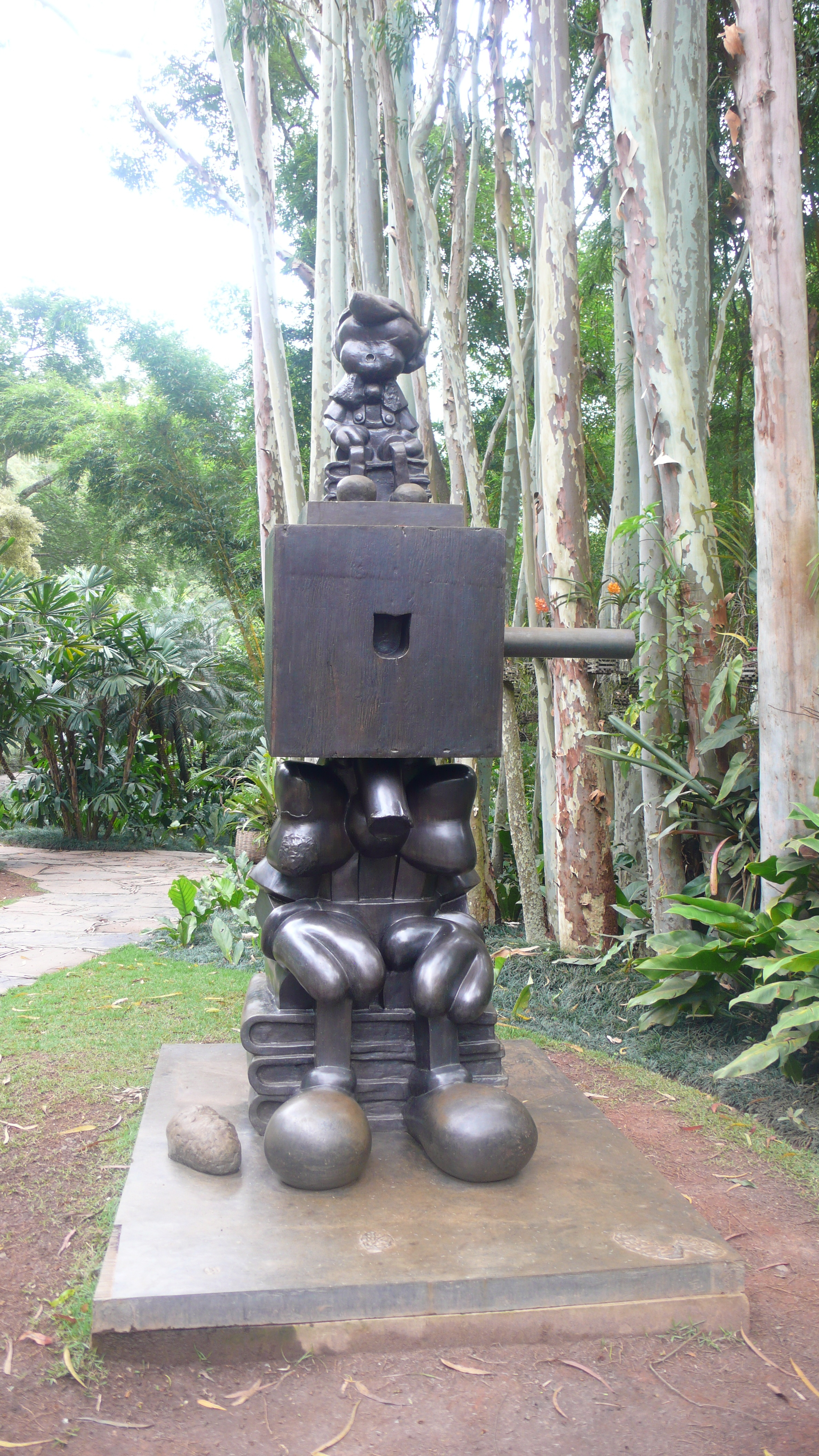
Boxerhead (2001), Brumadinho
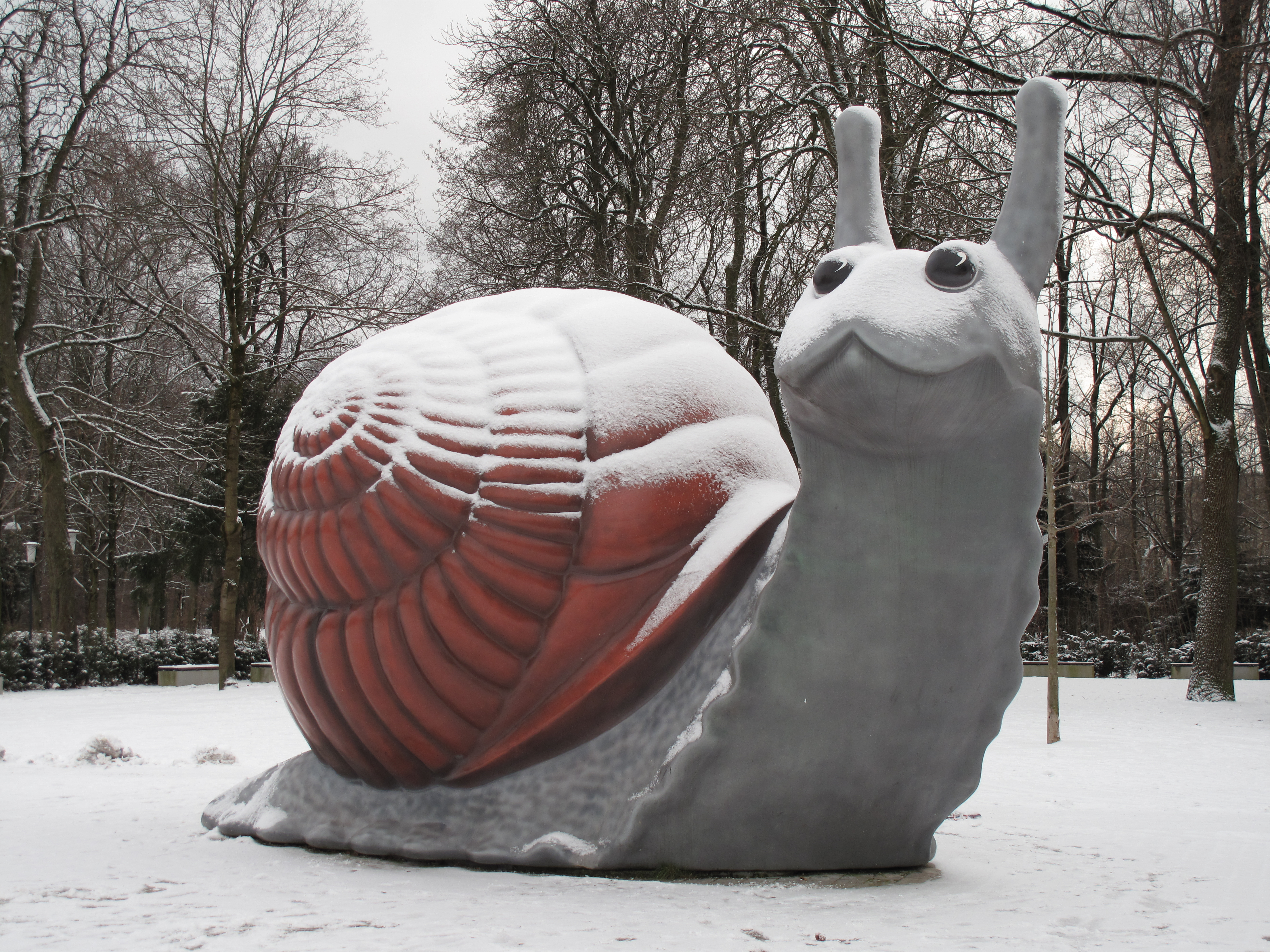
Sweet Brown Snail (2003/07), München
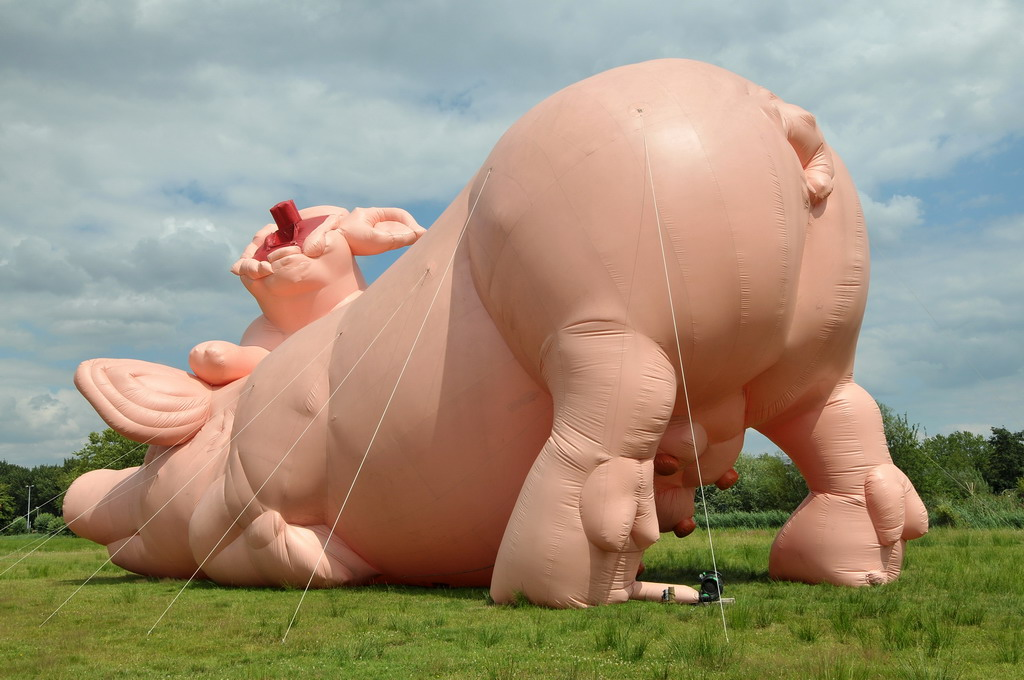
Piggies (2007), Botanische Tuin Fort Hoofddijk